# Pasiega (raza bovina)
La pasiega, roja pasiega o rojina es una raza bovina autóctona española originaria de los Valles Pasiegos, en Cantabria, de donde toma su denominación.

## Historia de la raza
Con origen en el bous taurus taurus, tradicionalmente se le atribuye ser el resultado de una mezcla de poblaciones primitivas ortoides con otras de capa roja.
Durante siglos, junto a la tudanca, la vaca pasiega predominó en Cantabria como animal lechero, con alto índice de materia grasa y proteína. Su declive se inició en la segunda mitad del siglo XIX, debido al incremento de la demanda de leche en España. En su lugar se importaron vacas más productivas de Europa, como la suiza primero y la frisona después. Los sucesivos cruces con estas dos razas tuvieron una gran influencia sobre la vaca pasiega, hasta el punto de que, en el primer tercio del siglo XX, la raza había sufrido una regresión tan drástica que podía hablarse de su extinción.
Así la raza pasiega se creía ya extinguida pero tras conocer en 2004 la existencia en las zonas altas del Pas de un grupo vacas que podrían responder al estándar racial de la antigua raza pasiega, y no a un cruzamiento, la Consejería de Ganadería del Gobierno de Cantabria inició un estudio cara a una futura recuperación. Tras comprobar que los ejemplares se correspondían con el estándar racial conocido, siguió un estudio de análisis molecular de muestras de un grupo homogéneo de 32 reses, con resultados positivos.
Tras el análisis de la documentación aportada por la Consejería de Ganadería y avalada por los informes genéticos, junto con el estudio de los datos del origen, la descripción morfológica, diferenciación y situación actual de la raza, el Comité de Razas de Ganado en España ha acordado la inclusión de la vaca pasiega, autóctona de Cantabria, en el Catálogo Oficial de Razas de Ganado de España.
En 2006 se creó la Asociación de Criadores de Ganado Vacuno Pasiego, encargada de llevar y gestionar el libro genealógico. Se constituyó un banco genético de sangre, semen y embriones. Además, se incluyó esta raza para recibir ayudas del Plan de Recría de Novillas para el mantenimiento de la vaca pasiega autóctona.

## Morfología

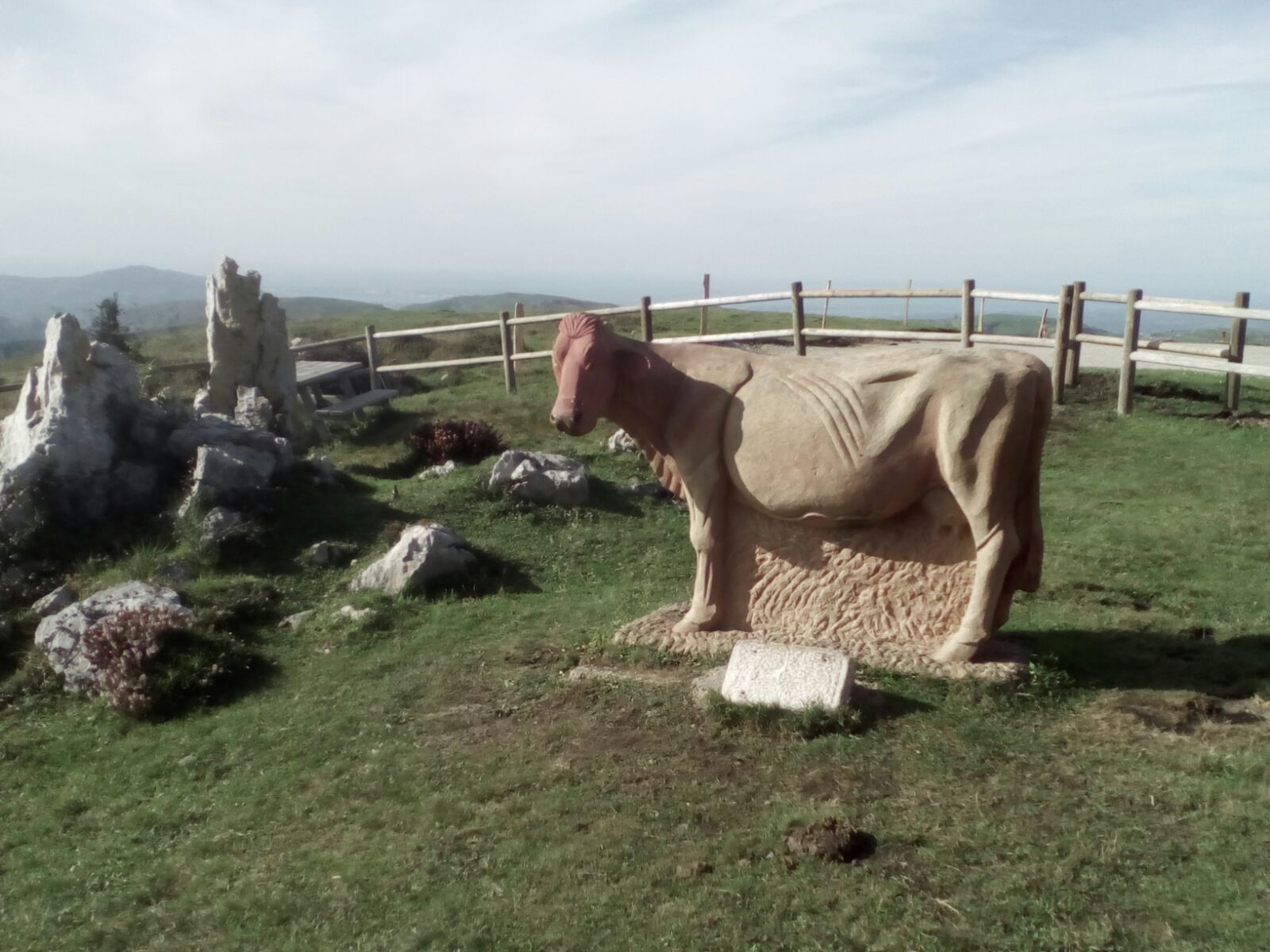
Monumento a la vaca pasiega en lo alto de Los Machucos, Cantabria.

Es una vaca de pelo rojo variable entre el color rojo encendido y el avellanado. De tamaño medio con una alzada en la cruz de 130 cm., con cabeza pequeña, frente ancha y perfil recto. Posee cuernos de tamaño medio, color crema con las puntas negras. Sus extremidades son largas y finas con articulaciones robustas y pezuñas duras y potentes. Tiene ubres de desarrollo regular, con piel fina y untosas al tacto. Las mucosas, pezuñas y la punta de los cuernos aparecen engrecidas. Tiene un temperamento desconfiado pero dócil.

## Distribución
Agrupa una pequeña población que se distribuye principalmente en los municipios de las villas pasiegas. En 2010 había registrados 397 animales con las características propias de la raza en diferentes ganaderías en once ayuntamientos de Cantabria: Medio Cudeyo, Riotuerto, Saro,Torrelavega, Selaya, Vega de Pas, Liérganes, Laredo, Solórzano, Voto, San Pedro del Romeral y San Mamés de Meruelo.
En 2021 había más de 600 cabezas inscritas.